# Partia Colorado (Paragwaj)
Narodowe Stowarzyszenie Republikańskie – Partia Colorado – partia polityczna w Paragwaju, założona 11 września 1887 roku pod nazwą Narodowa Partia Republikańska. Jednym z założycieli był Bernardino Caballero, dziewiąty prezydent Paragwaju.

## Historia
Partia została powołana do życia w 1887 roku jako wynik spotkania Bernardino Caballero z weteranami wojny między Paragwajem a trójprzymierzem Argentyny, Urugwaju i Brazylii.
Partia utrzymywała się u władzy przez 61 lat, od roku 1947 do 2008. Następnie wróciła do władzy w roku 2013.
W czasie dyktatury Alfredo Stroessnera partia była podporządkowana reżimowi.

## Prezydenci
23 spośród 57 prezydentów Paragwaju wywodziło się z partii Colorado.
1. Patricio Escobar
2. Juan Gualberto González
3. Marcos Antonio Morínigo
4. Juan Bautista Egusquiza
5. Emilio Aceval
6. Andrés Héctor Carvallo
7. Juan Antonio Escurra
8. Pedro Pablo Peña
9. Juan Manuel Frutos
10. Juan Natalicio González
11. Raimundo Rolón
12. Felipe Molas López
13. Federico Chaves
14. Tomás Romero Pereira
15. Alfredo Stroessner
16. Andrés Rodríguez Pedotti
17. Juan Carlos Wasmosy
18. Raúl Cubas Grau
19. Luis González Macchi
20. Nicanor Duarte Frutos
21. Horacio Cartes
22. Mario Abdo Benítez
23. Santiago Peña